# Andrzej Kasprzak (naukowiec)
Andrzej Kasprzak (ur. 13 stycznia 1953 w Nowych Skalmierzycach) – polski informatyk, profesor nauk technicznych, specjalizujący się w sieciach komputerowych, systemach informatycznych oraz teleinformatyce; nauczyciel akademicki związany z politechnikami we Wrocławiu i Opolu.

## Życiorys
Urodził się w 1953 roku w Nowych Skalmierzycach w województwie wielkopolskim. Po ukończeniu kolejno szkoły podstawowej i średniej podjął studia z zakresu elektroniki i automatyzacji na Politechnice Wrocławskiej, które ukończył w 1976 roku, zdobywając tytuły magistra inżyniera. Następnie po ich ukończeniu związał się zawodowo ze swoją macierzystą uczelnią. W 1979 roku otrzymał tam stopień naukowy doktora nauk technicznych, a w 1989 roku doktora habilitowanego nauk technicznych w zakresie informatyki o specjalności maszyny matematyczne na podstawie rozprawy nt. Algorytmy równoczesnej optymalizacji przepływów, przepustowości kanałów i struktur topologicznych sieci teleinformatycznych. W 2001 roku Prezydent Polski Aleksander Kwaśniewski nadał mu tytuł profesora nauk technicznych.
Na Politechnice Wrocławskiej pełnił szereg ważnych funkcji organizacyjnych. W latach 1982–1990 był kierownikiem laboratorium Teleinformatyki i Telemechaniki, a także od 1982 do 1985 roku redaktorem wydawnictw Instytutu Sterowania i Techniki Systemów 1982–1985. Piastował także stanowisko zastępcy dyrektora Instytutu Sterowania i Techniki Systemów (1985–1988) i (1990–1996). Od 1996 do 1998 kierował Zakładem Teleinformatyki i Telemechaniki 1996–1998, a następnie Zakładem Systemów i Sieci Komputerowych (do 2002 roku) oraz Katedrą Systemów i Sieci Komputerowych (od 2002 roku). Od 2008 do 2012 piastował urząd dziekana Wydziału Elektroniki. W 2012 roku powierzono mu funkcję prorektora do spraw nauczania.
Jest członkiem wielu towarzystw naukowych w kraju i zagranicą, w tym wrocławskiego oddziału Polskiej Akademii Nauk – komisja Informatyki i Automatyki, Komitetu Programowego Advanced Simulation of Systems, Komitetu Programowego Modelling and Simulation of Systems. Poza tym wykładał przez pewien czas w Instytucie Automatyki i Informatyki na Wydziale Elektrotechniki i Automatyki Politechniki Opolskiej Wydział Elektrotechniki i Automatyki.

## Dorobek naukowy i odznaczenia
Działalność naukowa Andrzeja Kasprzaka dotyczy głównie problematyki sieci i systemów komputerowych, a w szczególności: zagadnień związanych z przepływami w rozległych sieciach komputerowych i w sieci Internet oraz metod analizy i projektowania podsystemów komunikacyjnych rozległych i lokalnych sieci komputerowych. Posiada w dorobku 170 prac opublikowanych, a w tym 3 monografie i 2 podręczniki. Ponadto jest współautorem 20 wdrożonych opracowań technicznych z zakresu rozległych i lokalnych sieci komputerowych. Był promotorem 4 zakończonych przewodów doktorskich. W tym roku, jeden z Jego wychowanków uzyskał stopień doktora habilitowanego. Jest opiekunem kierunku informatyka na Wydziale Elektroniki oraz opiekunem specjalności systemy i sieci komputerowe na tym kierunku. Współuczestniczył w opracowaniu programu unikatowego kierunku teleinformatyka prowadzonego na Wydziale Elektroniki.
Za działalność naukową, dydaktyczną oraz organizacyjną otrzymał liczne wyróżnienia i odznaczenia, w tym m.in.: Brązowy, Srebrny i Złoty Krzyż Zasługi.